# Colina do Capitólio
A Colina do Capitólio (em inglês:  Capitol Hill) é o maior e mais antigo bairro histórico residencial de Washington, D.C., com uma população de cerca de 23 mil pessoas distribuídas numa pequena área de cinco quilómetros quadrados, tornando-se assim o bairro de maior densidade populacional da cidade, com 4 672,20 hab/km². A denominação Colina do Capitólio também é uma metonímia para o Congresso dos Estados Unidos.
Geograficamente, a Colina do Capitólio encontra-se na zona central do Distrito de Colúmbia, na interseção dos quadrantes Sudeste e Nordeste, e uma grande parte do bairro é designada como distrito histórico (Capitol Hill Historic District). O nome Colina do Capitólio é geralmente utilizado para se referir tanto ao distrito histórico quanto ao imenso bairro que o circunda. A leste do bairro encontra-se o Rio Anacostia, ao norte a H Street, ao sul a I-695 e a Washington Navy Yard, e a oeste estão o National Mall e o centro comercial da cidade.
Pierre L'Enfant, idealizador do plano da nova capital federal em 1791, optou por localizar a "Casa do Congresso" no alto da colina pois esta seria um "pedestal esperando por uma superestrutura".

## História
L'Enfant referiu-se à colina escolhida como o local da futura Casa do Congresso como "Jenkins Hill" ou "Heights Jenkins". No entanto, o terreno, durante muitos anos pertenceu à família Carroll e foi anotado em seus registros de propriedade, como "New Troy". Enquanto ocorria o boato de que um homem chamado Jenkins outrora pastoreava alguns animais no local do Capitólio (e, portanto, seu nome foi associado com o lugar), o artista John Trumbull, que pintaria vários murais no interior da rotunda do Capitólio, relatou em 1791 que o local era coberto com uma madeira espessa, tornando-se um lugar improvável para o gado pastar. Quem era Jenkins, e como seu nome ficou associado com a colina, conforme relatado por L'Enfant, permanecem obscuros.
O bairro que agora é chamado de Colina do Capitólio iniciou seu desenvolvimento quando o governo começou a trabalhar em dois locais, o Capitólio e o Washington Navy Yard. Tornou-se uma comunidade nítida entre 1799 e 1810, uma vez que o governo federal tornou-se um grande empregador. A primeira fase da sua história foi a de uma comunidade residencial desenvolvida para os membros do Congresso. Nos primeiros anos da República, poucos congressistas pretendiam estabelecer residência permanente na cidade. Em vez disso, a maioria preferia viver em pousadas a pequenas distâncias do Capitólio.
Em 1799, o Washington Navy Yard foi criado às margens do rio Anacostia, proporcionando trabalho aos artesãos que construiam e reparavam navios. Muitos dos artesãos que trabalhavam tanto na Marinha quanto na construção do Capitólio escolheram viver na região, a leste do Capitólio e ao norte do estaleiro da Marinha. Eles tornaram-se a primeira população residencial do bairro. Em 1806 o presidente Thomas Jefferson escolheu a localização da Marine Barracks, que tinha que ser distante tanto do Capitólio quanto da Casa Branca, mas não muito longe do Washington Navy Yard. Por volta de 1810, lojas, ourives, ferreiros, e igrejas começaram a prosperar na área.

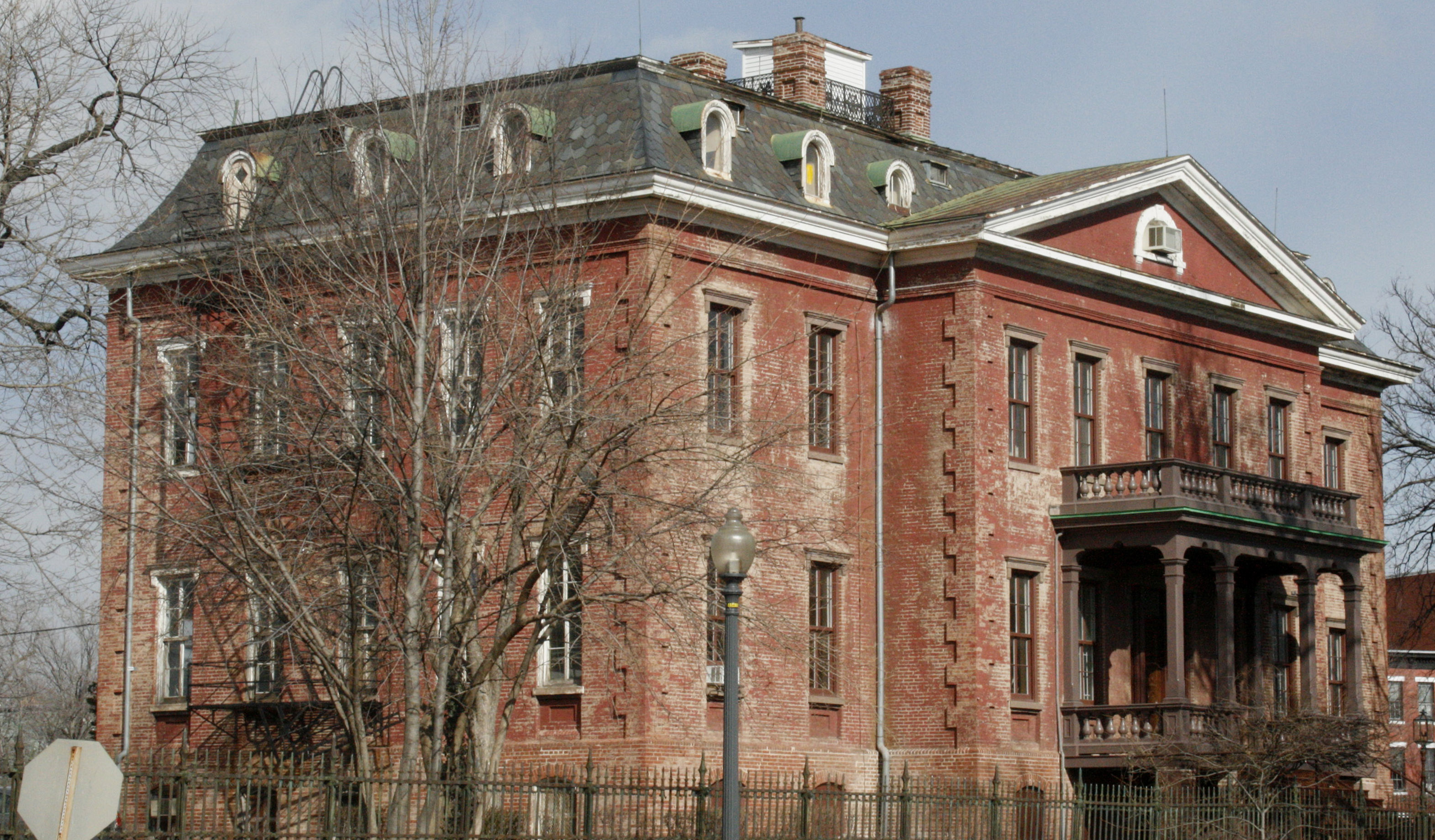
Antigo Hospital Naval.

A Guerra Civil resultou em mais construções na área da Colina do Capitólio, incluindo a construção de hospitais. Construção de novas casas continuou na década de 1870 e 1880. O bairro começou a se dividir por classes raciais e econômicas.
Electricidade, água encanada e canalização foram introduzidas na década de 1890, e pela primeira vez disponíveis nas áreas centrais do Distrito de Colúmbia, incluindo a Colina do Capitólio. Houve um crescimento no desenvolvimento imobiliário entre 1890 e 1910 no momento em que a área da Colina do Capitólio se tornou um dos primeiros bairros a ter estas conveniências modernas.
Em 1976, o Distrito Histórico da Colina do Capitólio foi adicionado ao Registro Nacional de Lugares Históricos. É um dos maiores bairros históricos nos Estados Unidos. Os limites do bairro histórico são irregulares, estendendo-se para o sul da F Street NE, tanto a leste da 14th Street, como a oeste  da South Capitol Street, e com um limite sul marcado principalmente pela Avenida Virgínia, mas incluindo alguns territórios no extremo sul da M Street SE. Inclui construções da época federal (1800 a 1820) até 1919, mas a maioria dos edifícios são do fim da era Vitoriana.
A Colina do Capitólio manteve-se um bairro de classe média relativamente estável ao longo de sua existência. Sofreu um período de declínio econômico e aumento da criminalidade em meados do século XX, mas recuperou-se gradualmente. Durante a chamada "Epidemia do Crack" na década de 1980, sua periferia foi freqüentemente afetada. Mais recentemente, o bairro tem sofrido intenso gentrificação.